# Suvasvesi
Suvasvesi este un lac în estul Finlandei în apropierea orașului Kuopio. Suvasvesi constă din două lacuri circulare deschise, Kuukkarinselkä în nord și Haapaselkä în sud. Lacurile sunt separate de un grup de insule. Lacul are 688 insule în total. Aria lacului este de 234 km² fiind al optsprezecelea lac ca mărime din Finlanda. Kuukkarinselkä este al treilea cel mai adânc lac din Finlanda măsurând 89 m, în cel mai adânc punct.

## Date generale
În 2001 au fost găsite conuri spulberate în Kuukkarinselkä făcând din acest crater, al șaselea crater de impact cunoscut în Finlanda. Craterul, de obicei, menționate ca Suvasvesi de Nord, este situat în centrul de Kuukkarinselkä și măsoară aproximativ 3,5 km în diametru. Vârsta sa este încă puțin cunoscută (dar estimată la 780 sau 240 milioane ani).
Haapaselkä seamănă cu omologul din nord și a fost, de asemenea, suspectat de a fi un crater de impact. Craterul Haapaselkä este, de obicei menționat ca Suvasvesi de Sud. Acesta este similar în mărimecu omologul său. Vârsta craterului este mai veche de 700 milioane ani (probabil aproximativ 710 – 720 milioane). Vârsta a fost determinată pe baza datării cu argon-argon a rocilor topite găsite lângă malul de sud-est al lacului Haapaselkä. Acesta poate fi legat de craterul Suvasvesi de Nord și face din structura Suvasvesi un crater foarte rar format din dublu impact.

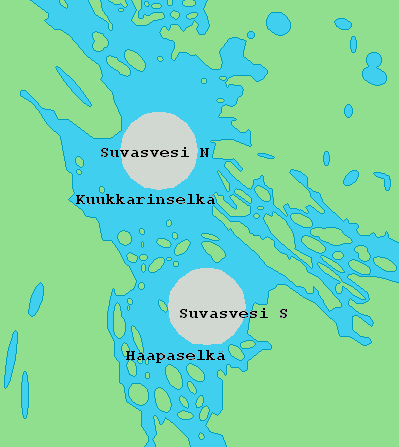
Lacul Suvasvesi cu craterele de impact (craterele sunt gri în imagine)

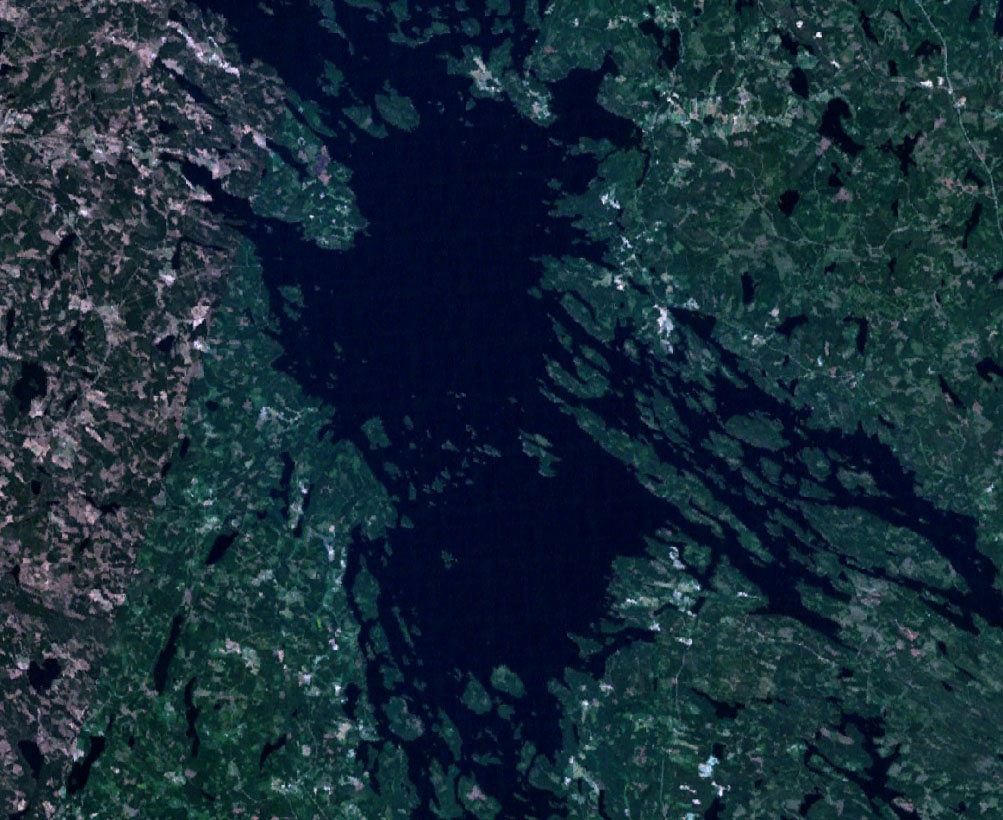
Imagine din satelit